# Кориби
Кориби (порт. Coribe) — муниципалитет в Бразилии, входит в штат Баия. Составная часть мезорегиона Крайний запад штата Баия. Входит в экономико-статистический микрорегион Санта-Мария-да-Витория. Население составляет 15 863 человека на 2006 год. Занимает площадь 2678,441 км². Плотность населения — 5,9 чел./км².
Праздник города — 14 августа.

## История
Город основан 14 августа 1958 года. 

## Статистика
- Валовой внутренний продукт на 2003 год составляет 36 623 589,00 реалов (данные: Бразильский институт географии и статистики).
- Валовой внутренний продукт на душу населения на 2003 год составляет 2357,49 реалов (данные: Бразильский институт географии и статистики).
- Индекс развития человеческого потенциала на 2000 год составляет 0,611 (данные: Программа развития ООН).

## География
Климат местности: субтропический гумидный.